# HC Kiewit
Le HC Kiewit était un club belge de handball, il était basé à Hasselt en Belgique.

## Histoire
Le HC Kiewit fut fondé en 1958 et disparu en 1999.

## Président
Vanderyt

## Derby
- Initia HC Hasselt